# 過海隧道巴士900線
過海隧道巴士900線是香港一條過海隧道路線，由九龍巴士（一九三三）有限公司營運，於2021年4月26日投入服務，來往白石角及灣仔（會展），途經沙田區之香港科學園、禾輋邨及瀝源邨後，取道青沙公路及西區海底隧道往返港島區之上環、中環及金鐘，只於星期一至六繁忙時間提供服務，全程收費為$22.0。900線設有支線900X線，於星期一至五上午繁忙時間由白石角單向開往灣仔（會展），不經主線所途經之源禾路。

## 歷史

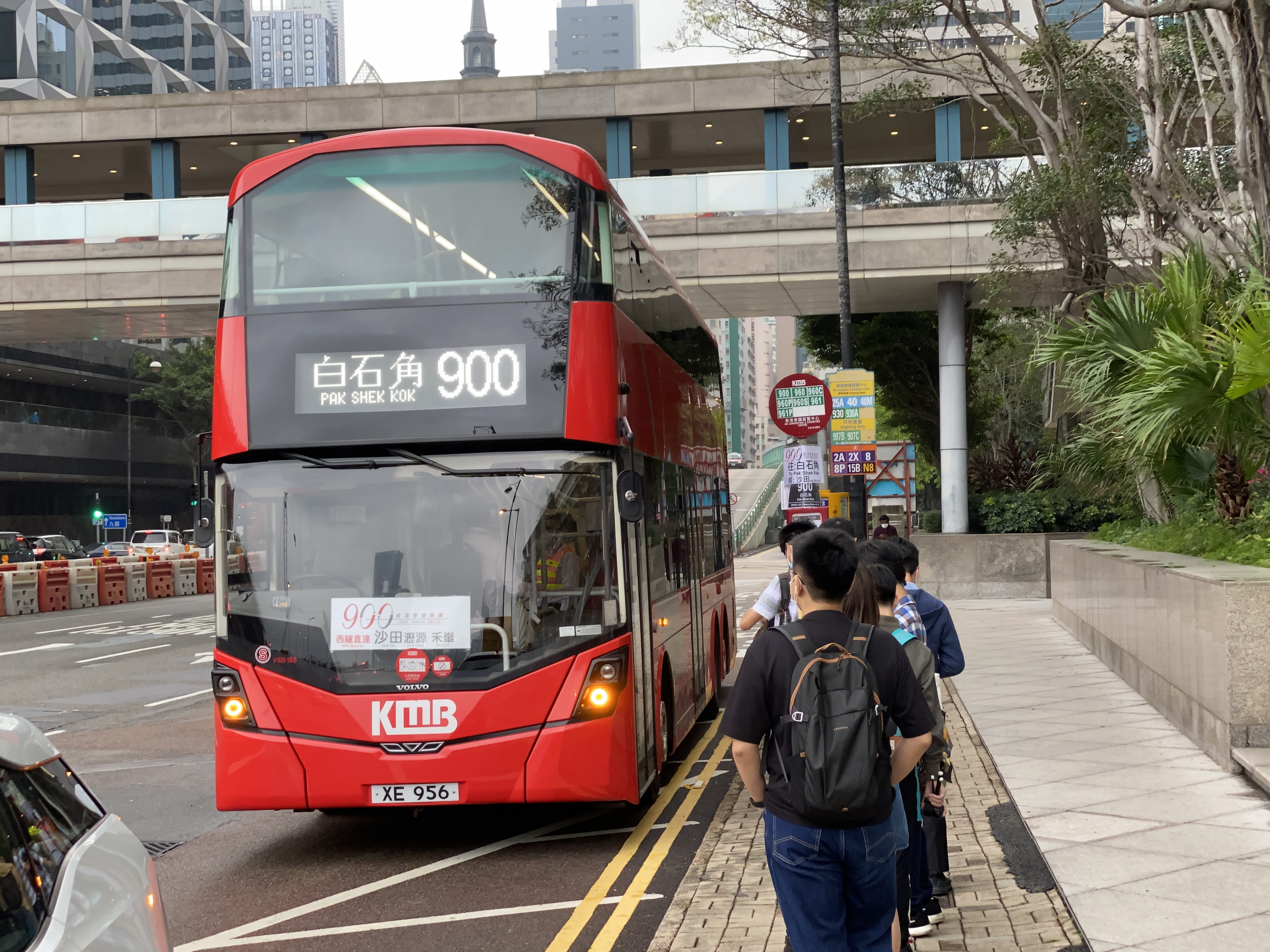
900線開通時以仿照過海隧道巴士100線樣式的「過海穿梭快線」標誌宣傳

為配合白石角及香港科學園一帶的發展而帶來的新增乘客需求，運輸署於《2019－2020年度巴士路線計劃》中，建議開辦一條全新過海隧巴路線，往返白石角及灣仔（香港會議展覽中心），途經香港科學園、源禾路、青沙公路、西區海底隧道、上環、中環及金鐘，於星期一至五早晚繁忙時間各開出一班單向服務，為白石角及科學園一帶提供直接的巴士服務往灣仔，方便乘客前往港島區工作，並決定以招標形式挑選合適的巴士公司營辦此線，預計於2020年投入服務。翌年的《2020－2021年度巴士路線計劃》，運輸署因應在諮詢時所收集到的意見，建議修改此路線往灣仔方向的走線，駛至金鐘道後改經軍器廠街及告士打道前往菲林明道，修訂建議獲沿線各區議會通過。
2021年3月22日，運輸署把此路線經營權批給九巴，編號定為900，並於同年4月26日起投入服務，來回程並增至四班車和提供多項八達通雙向分段收費。同年8月9日起，此線來回方向增加至五班車，並調整原有班次之開出時間；12月13日起更延長服務時間，於早上至中午及下午至晚上分別提供往灣仔及白石角方向之服務，並增設星期六班次，服務時間與星期一至五相同，同時取消大部份短程分段收費，只保留白石角往源禾路和西隧收費廣場，及灣仔（會展）往源禾路三個短程分段收費。
白石角一帶除居住人口外，香港科學園及鄰近的香港中文大學亦有不少辦公大樓，九巴及運輸署於是在《2022－2023年度巴士路線計劃》中，建議900線增設平日早上一班由灣仔（會展）經大學站前往白石角，以及傍晚一班由白石角開出之班次，方便往返香港科學園上下班的港島區居民；其後因應大埔優景里近博研路的未來房屋發展和人口增長而延長白石角端至該處，來回方向不入白石角（科城路）公共運輸交匯處。建議獲沿線各區議會通過後，於2023年5月2日起實施，當天起新增星期一至六06:30及18:10開往灣仔（會展），及星期一至六07:35經大學站前往白石角之班次。2024年3月23日起，900線取消星期六07:35由灣仔開出及18:10由白石角開出之班次；同年6月24日起則落實延長至博研路的安排，惟星期一至五07:35由灣仔開出班次不受影響。
900線開辦初期客量高企，沙田區議會曾因而建議此線離開白石角後直接前往港島，同時分拆支線服務源禾路一帶，並獲九巴正面回應。於《2023－2024年度巴士路線計劃》中，運輸署和九巴建議在上午繁忙時間抽調900線其中一個班次，增設900X線前往灣仔會展，不經源禾路，為白石角居民提供更快捷前往港島之巴士服務。相關建議於2025年7月28日起實施。

## 服務時間及班次
900線只於星期一至六（公眾假期除外）繁忙時間提供服務，列表如下，當中07:35由灣仔（會展）開出的班次途經大學站，並以白石角（科城路）公共運輸交匯處終結行程：
| 白石角開   | 白石角開     | 白石角開     | 灣仔（會展）開 | 灣仔（會展）開 | 灣仔（會展）開 |
| 日期       | 服務時間     | 班次（分鐘） | 日期           | 服務時間       | 班次（分鐘）   |
| ---------- | ------------ | ------------ | -------------- | -------------- | -------------- |
| 星期一至五 | 06:30        | 06:30        | 星期一至五     | 07:35          | 07:35          |
| 星期一至五 | 07:00－08:00 | 20           | 星期一至五     | 16:40－17:40   | 30             |
| 星期一至五 | 08:00－13:00 | 30           | 星期一至五     | 17:52、18:05   | 17:52、18:05   |
| 星期一至五 | 18:10        | 18:10        | 星期一至五     | 18:20－18:40   | 20             |
|            |              |              | 星期一至五     | 18:40－22:10   | 30             |
| 星期六     | 06:30－13:00 | 30           | 星期六         | 16:40－22:10   | 30             |

900X線只於星期一至五（公眾假期除外）07:30於白石角開出其唯一班次。

## 收費
900和900X線全程收費為$22.0，並設有12歲以下小童及65歲或以上長者半價優惠，當中60歲－64歲香港居民、65歲或以上長者與合資格殘疾人士如以指定八達通繳付車資，均可享有長者及合資格殘疾人士公共交通票價優惠計劃提供的$2票價優惠。乘客登車時需以現金或八達通卡繳付車資，不設找贖；而每位成人乘客可免費帶同最多兩名四歲以下而且不佔座位的兒童乘車。此外，乘客亦可透過多元化電子支付系統（e度嘟）繳付車資，乘客使用此付款方式不能享有與非九巴／龍運路線之轉乘優惠，亦不能享有「公共交通費用補貼計劃」及「長者及合資格殘疾人士乘車優惠計劃」。
900和900X線沿途分段收費如下（斜體者須以有效八達通卡或多元化電子支付系統繳付，並於上車及下車時以同一張卡或賬戶各確認一次）：
| 上車地點＼落車地點                    | 源禾路或之前 | 西隧轉車站 （適用於900X線） | 灣仔（會展） （適用於900X線） | 白石角 |
| ------------------------------------- | ------------ | --------------------------- | ----------------------------- | ------ |
| 馬料水公眾碼頭或之前 （適用於900X線） | $7.5         | $11.7                       | 不適用                        |        |
| 禾輋邨起                              | 不適用       | 不適用                      | $18.4                         | 不適用 |
| 青沙公路轉車站 （適用於900X線）       | $16.2        | $8.4                        |                               |        |
| 西隧轉車站 （適用於900X線）           | $10.9        | $11.7                       |                               |        |
| 港澳碼頭起 （適用於900X線）           | $4.5         | 不適用                      |                               |        |
| 皇后街或之前                          | $18.4        | 不適用                      |                               |        |
| 瀝源邨起                              | 不適用       | $7.5                        |                               |        |

此外，持有「學生身份」個人八達通的乘客使用同一張八達通卡即日乘搭900線兩個不同方向，次程可享半價優惠；乘客可於尖沙咀天星碼頭公共運輸交匯處顧客服務中心以八達通卡繳付$198.0購買10張預售單程車票，而繳付全程車費的成人及學生八達通卡使用者，以同一張八達通卡於同一星期內乘搭900線滿十程，亦可在指定日期內於該顧客服務中心免費換領此路線單程車票一張。

### 八達通轉乘優惠
900線和各條由進智公交營辦的香港島專線小巴路線設轉乘優惠，乘客如乘搭此線轉乘相關專線小巴路線，或由相關專線小巴路線轉乘此線往白石角方向，第二程可享$1車資優惠，優惠只適用於使用成人或「學生身份」個人八達通繳付車資的乘客。
此外，900線和各條由香港電車營辦的路線設轉乘優惠，乘客如以八達通乘搭此線轉乘電車路線，或由電車路線轉乘此線往白石角方向，可豁免電車路線的車資，優惠並不適用於已受惠於長者及合資格殘疾人士公共交通票價優惠計劃或電車全景遊及派對電車的乘客。

## 用車
根據《2023－2024年度巴士路線計劃》，900線使用6輛雙層空調巴士提供服務，主要用車為富豪B8L 12米（V6B），並由沙田車廠及荔枝角車廠負責派車。2024年起，九巴安排比亞迪B12D 12米（BED）雙層電動巴士行走此路線。

## 行車路線

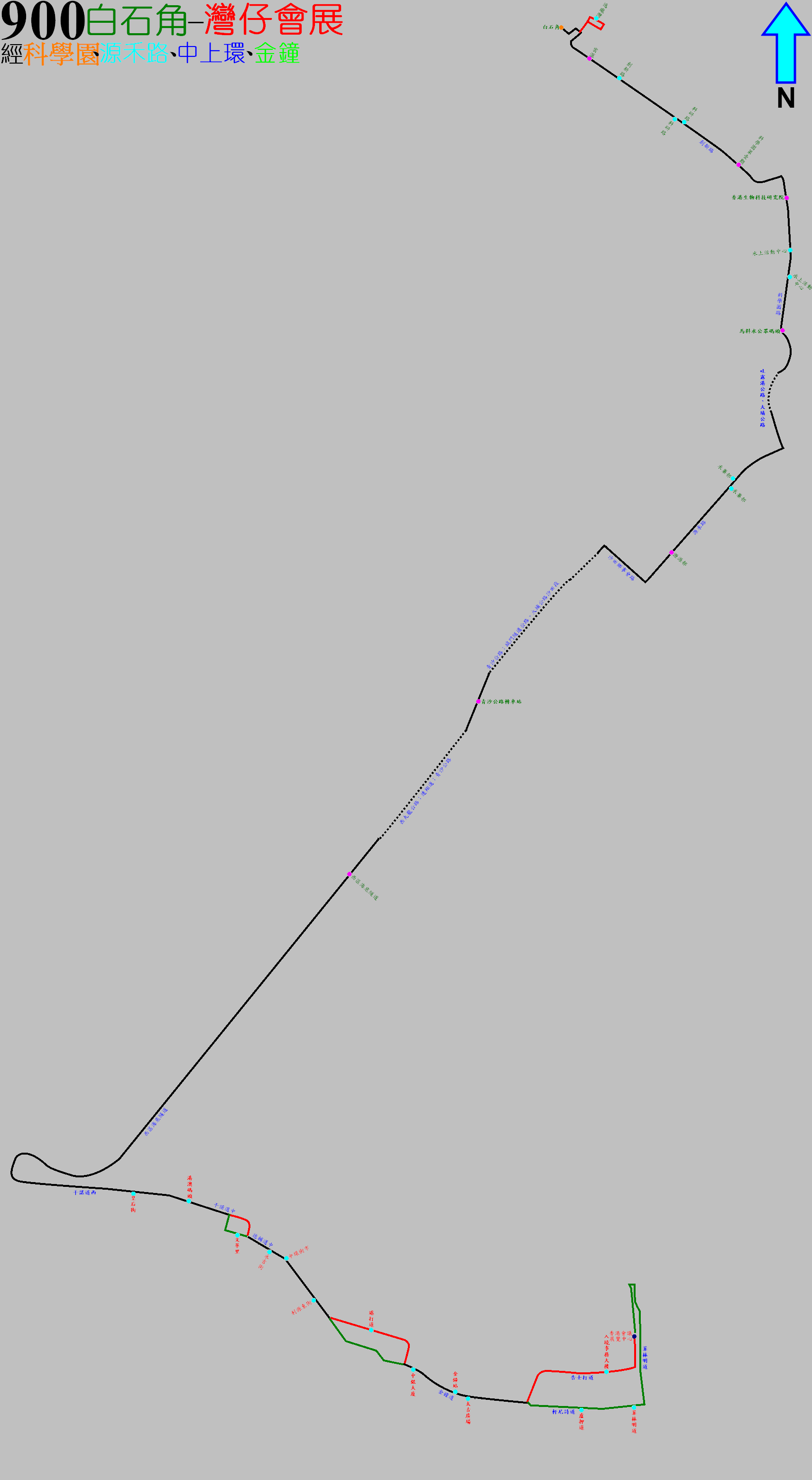
過海隧巴900線的走線圖

900線由白石角開出的班次途經博研路（西行）、迴旋處、博研路（東行）、科進路、科城路、創新路、科學園路、瑞祥街、吐露港公路、大埔公路－沙田段、沙田路、源禾路、沙田鄉事會路、大埔公路－沙田段、青沙公路、荔寶路、連翔道、西九龍公路、西區海底隧道、干諾道西、干諾道中、林士街、德輔道中、遮打道、美利道、金鐘道、軍器廠街、天橋、告士打道及菲林明道前往灣仔（會展）；由灣仔（會展）開出的班次途經菲林明道（北行）、迴旋處、菲林明道（南行）、軒尼詩道、金鐘道、德輔道中、禧利街、干諾道中、干諾道西、西區海底隧道、西九龍公路、連翔道、荔寶路、青沙公路、城門隧道公路、大埔公路－沙田段、沙田鄉事會路、源禾路、沙田路、大埔公路－沙田段、吐露港公路、澤祥街、科學園路、創新路、科城路、科進路及博研路前往白石角，具體停站請參考資訊框。而900X線由白石角開出，途經博研路（西行）、迴旋處、博研路（東行）、科進路、科城路、創新路、科學園路、瑞祥街、吐露港公路、大埔公路－沙田段、青沙公路、荔寶路、連翔道、西九龍公路、西區海底隧道、干諾道西、干諾道中、林士街、德輔道中、遮打道、美利道、金鐘道、軍器廠街、天橋、告士打道及菲林明道前往灣仔（會展），具體停站請參考資訊框。

## 使用狀況
900線開辦初期深受乘客歡迎，離開白石角的時候通常接近全車爆滿，導致源禾路沿線居民無法上車。運輸署於2021年9月回覆大埔區議會時表示900線上午繁忙時段各班次平均載客率最高約70%，而下午繁忙時段各班次平均載客率最高約50%；而運輸署亦在同年10月於瀝源邨進行實地調查，得出900線上午繁忙時段最繁忙一小時的平均載客率約75%。
根據《2022－2023年度巴士路線計劃》，900線最繁忙一小時內的載客率為72%，惟在同年5月下旬東鐵綫過海段通車後，此線上午繁忙時段最繁忙一小時平均載客率只有55%，反映此路線的客源被分薄。而在《2023－2024年度巴士路線計劃》中，900線最繁忙一小時內的載客率則為59%。

### 書籍
- 陳自瑜. . 北嶺國際. 2022-07: 100-105. ISBN 9789629200527 （中文（香港））.
- 龔嘉豪. . 新尚線出版. 2022-02: 122-125. ISBN 9789887862345 （中文（香港））.

### 其他參考資料
1. 1 2 3 4 5  . 九龍巴士（一九三三）有限公司.   [2023-08-06]. （原始内容存档于2023-07-01） （中文（香港））.
2. 1 2 3 4 5  . 九龍巴士（一九三三）有限公司.   [2025-07-27]. （原始内容存档于2025-07-31） （中文（香港））.
3. 1 2  陳自瑜. . 北嶺國際. 2022-07: 100-105. ISBN 9789629200527 （中文（香港））.
4. 1 2  龔嘉豪. . 新尚線出版. 2022-02: 122-125. ISBN 9789887862345 （中文（香港））.
5. ↑  運輸署.  (PDF). 大埔區議會文件TT18/2019號: 附件8. 2019-01  [2023-08-06]. （原始内容存档 (PDF)于2023-07-07） （中文（香港））.
6. ↑   (PDF). 運輸署: 附件8. 2020-02  [2023-08-06]. （原始内容存档 (PDF)于2021-02-24） （中文（香港））.
7. ↑  運輸署.  (PDF). 中西區區議會交通及運輸委員會文件第4/2020號－跟進事項四. 2020-06-26  [2023-08-06]. （原始内容存档 (PDF)于2022-06-19） （中文（香港））.
8. ↑  運輸署.  (PDF). 中西區區議會交通及運輸委員會文件第19/2021號. 2021-03-22  [2021-04-26]. （原始内容存档 (PDF)于2021-04-26） （中文（香港））.
9. ↑  運輸署.  (PDF). 中西區區議會交通及運輸委員會文件第25/2021號. 2021-04-20  [2021-04-26]. （原始内容存档 (PDF)于2021-04-26） （中文（香港））.
10. ↑   (PDF). 運輸署. 2021-04-20  [2021-04-20]. （原始内容存档 (PDF)于2021-04-20） （中文（香港））.
11. ↑  . 九龍巴士（一九三三）有限公司. 2021-04-22  [2023-08-06]. （原始内容存档于2023-03-01） （中文（香港））.
12. ↑  . 九龍巴士（一九三三）有限公司. 2021-08-04  [2023-08-06]. （原始内容存档于2023-03-02） （中文（香港））.
13. ↑  . 九龍巴士（一九三三）有限公司. 2021-12-08  [2023-08-06]. （原始内容存档于2023-01-12） （中文（香港））.
14. ↑   (PDF). 九龍巴士（一九三三）有限公司.   [2023-08-06]. （原始内容存档 (PDF)于2023-07-05） （中文（香港））.
15. 1 2  運輸署.  (PDF). 中西區區議會交通及運輸委員會文件第2/2022號: 附件10, 24. 2022-02  [2023-08-06]. （原始内容存档 (PDF)于2022-08-09） （中文（香港））.
16. ↑  運輸署.  (PDF). 中西區區議會交通及運輸委員會文件第2/2022號－跟進事項一. 2022-06-02  [2023-08-06]. （原始内容存档 (PDF)于2022-06-19） （中文（香港））.
17. ↑  . 九龍巴士（一九三三）有限公司. 2023-05-01  [2023-08-06]. （原始内容存档于2023-07-24） （中文（香港））.
18. ↑  . 運輸署. 2023-04-14  [2023-08-06]. （原始内容存档于2023-06-30） （中文（香港））.
19. ↑   (PDF). 九龍巴士（一九三三）有限公司. 2024-03-20  [2024-03-20]. （原始内容存档 (PDF)于2024-03-20） （中文（香港））.
20. 1 2   (PDF). 運輸署. 2024-06-14  [2024-06-14]. （原始内容存档 (PDF)于2024-09-20） （中文（香港））.
21. ↑   (新闻稿). 九龍巴士（一九三三）有限公司. 2024-06-21  [2024-06-21]. （原始内容存档于2024-11-22） （中文（香港））.
22. ↑   (PDF). 沙田區議會秘書處: 第175(c),181(b)點. 2021-12  [2025-07-21]. （原始内容存档 (PDF)于2023-11-17） （中文（香港））.
23. 1 2 3  運輸署.  (PDF). 中西區區議會交通及運輸委員會文件第7/2023號: 附件5. 2023-02  [2023-08-06]. （原始内容存档 (PDF)于2023-08-06） （中文（香港））.
24. 1 2   (PDF). 運輸署. 2025-07-28  [2025-07-21]. （原始内容存档 (PDF)于2025-07-26） （中文（香港））.
25. ↑   (新闻稿). 九龍巴士（一九三三）有限公司. 2025-07-24  [2025-07-27]. （原始内容存档于2025-07-31） （中文（香港））.
26. 1 2  . 九龍巴士（一九三三）有限公司.   [2022-10-02]. （原始内容存档于2022-09-30） （中文（香港））.
27. ↑  . 九龍巴士（一九三三）有限公司.   [2022-10-02]. （原始内容存档于2022-09-30） （中文（香港））.
28. 1 2  . 九龍巴士（一九三三）有限公司.   [2022-10-02]. （原始内容存档于2022-10-02） （中文（香港））.
29. ↑  . 九龍巴士（一九三三）有限公司.   [2023-08-06]. （原始内容存档于2023-07-01） （中文（香港））.
30. ↑  . 九龍巴士（一九三三）有限公司.   [2023-08-06]. （原始内容存档于2023-06-02） （中文（香港））.
31. ↑   (PDF). 九龍巴士（一九三三）有限公司.   [2025-07-31]. （原始内容存档 (PDF)于2025-06-19） （中文（香港））.
32. ↑  . 九龍巴士（一九三三）有限公司.   [2023-08-06]. （原始内容存档于2023-06-08） （中文（香港））.
33. ↑  . 九龍巴士（一九三三）有限公司.   [2025-07-31]. （原始内容存档于2025-07-31） （中文（香港））.
34. ↑  容偉釗. . BSI HOBBIES (HK). 2024-07: 92. ISBN 9628414240 （中文（香港））.
35. ↑  . 《我家》Homemory.   [2022-07-25]. （原始内容存档于2022-04-20） （中文（香港））.
36. ↑  運輸署.  (PDF). 大埔區議會文件TT45a/2021號. 2021-09  [2023-08-06]. （原始内容存档 (PDF)于2022-12-07） （中文（香港））.
37. ↑  運輸署.  (PDF). 沙田區議會交通及運輸委員會文件第TT58/2021號. 2021-12  [2023-08-06]. （原始内容存档 (PDF)于2022-08-10） （中文（香港））.
38. ↑  運輸署.  (PDF). 大埔區議會文件TT31a/2022號. 2022-07  [2023-08-06]. （原始内容存档 (PDF)于2022-11-08） （中文（香港））.